# Ameerega picta
Ameerega picta é uma espécie de anfíbio da família Dendrobatidae. Pode ser encontrada na Bolívia, Brasil, Peru, Colômbia e Venezuela.